# KP方程式
KP方程式 (英: Kadomtsev–Petviashvili equation) は非線形波動・水面波を記述する偏微分方程式であり、次のように表わされる。
{\displaystyle \displaystyle \partial _{x}(\partial _{t}u+u\partial _{x}u+\epsilon ^{2}\partial _{xxx}u)+\lambda \partial _{yy}u=0,\quad \lambda =\pm 1.}
KdV方程式の2次元版方程式であり、KdV方程式と並ぶ可積分系・ソリトン方程式の代表例である。

## 変種
- Gardner-KP 方程式[1][2][3][4]
- KP-Boussinesq 方程式[5][6]
- Lax-KP 方程式[7]
- 超離散KP方程式 (英: Ultradiscrete KP equation)[8][9][10]

## KP方程式に関連した業績のある研究者

### 海外
- セルゲイ・ノヴィコフ (数学者)[11]
- en:Mark J. Ablowitz[12][13][14]

### 日本
- 薩摩順吉[15][16][17][18][19][19][20]
- 佐藤幹夫 (数学者)-佐藤理論
- 神保道夫 (三輪哲二、柏原正樹などとの共同研究)[21][22][23][24][25]
- 広田良吾[9][10][15][26]
- 和達三樹[27]

## 関連文献

### 和文
- 塩田隆比呂「KP方程式とSchottky問題」『数学』第41巻第1号、日本数学会、1989年、16-33頁、CRID 1390282680042479744、doi:10.11429/sugaku1947.41.16、ISSN 0039470X。
- 藤井信太郎, 京藤敏達, 西村仁嗣「KP方程式を用いたマッハ反射の数値解析」『海岸工学論文集』第43巻、土木学会、1996年、31-35頁、CRID 1390282679526394496、doi:10.2208/proce1989.43.31、ISSN 0916-7897。
- 応用力学研究所研究集会報告 No.16ME-S1「非線形波動の物理と数理構造」 (PDF)  Reports of RIAM Symposium No.16ME-S1, Physics and Mathematical Structures of Nonlinear Waves, Proceedings of a symposium held at Chikushi Campus, Kyushu University, Kasuga, Fukuoka, Japan, November 15 - 17, 2004. Article No. 32: KP方程式による孤立波相互作用とRogue Waveの関連について, 辻英一，及川正行, A. V. Porubov.
- 塩崎峻介, 村上洋一「KP方程式における線ソリトンの不安定性に関する直接数値計算 (非線形波動現象の数理と応用)」『数理解析研究所講究録』第1645巻、京都大学数理解析研究所、157-167頁、CRID 1050282677155323392、hdl:2433/140667、ISSN 1880-2818。
- 及川正行「第8章 KP方程式のソリトン解 : 連載—非線形波動 －ソリトンを中心として－」（PDF）『ながれ』第32巻第3号、日本流体力学会、2013年6月、251-266頁、ISSN 02863154。

### 英文
- Lou, S. Y., & Hu, X. B. (1997). Infinitely many Lax pairs and symmetry constraints of the KP equation. Journal of Mathematical Physics, 38(12), 6401-6427.
- Nakamura, A. (1989). A bilinear N-soliton formula for the KP equation. Journal of the Physical Society of Japan, 58(2), 412-422.
- Kodama, Y. (2004). Young diagrams and N-soliton solutions of the KP equation. Journal of Physics A: Mathematical and General, 37(46), 11169.
- Xiao, T., & Zeng, Y. (2004). Generalized Darboux transformations for the KP equation with self-consistent sources. Journal of Physics A: Mathematical and General, 37(28), 7143.
- Minzoni, A. A., & Smyth, N. F. (1996). Evolution of lump solutions for the KP equation. Wave Motion, 24(3), 291-305.